# Complexul Arheologic Bactria–Margiana

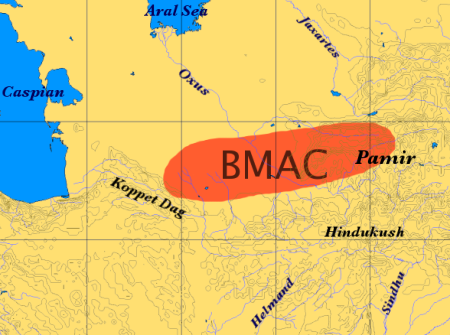
Întinderea CABM-ului (conform Enciclopediei Culturii Indo-Europene)

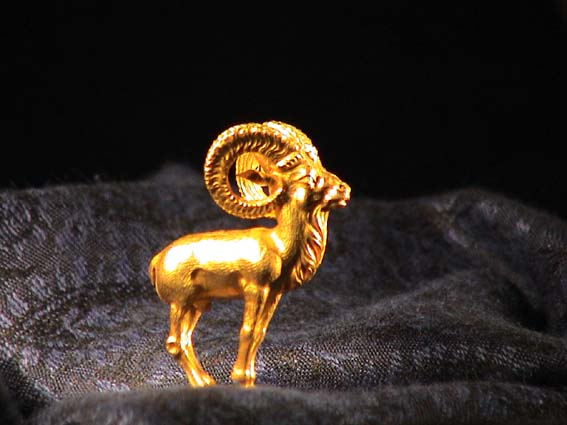
Figurină de aur ce este expusă la Muzeul Național al Afganistanului

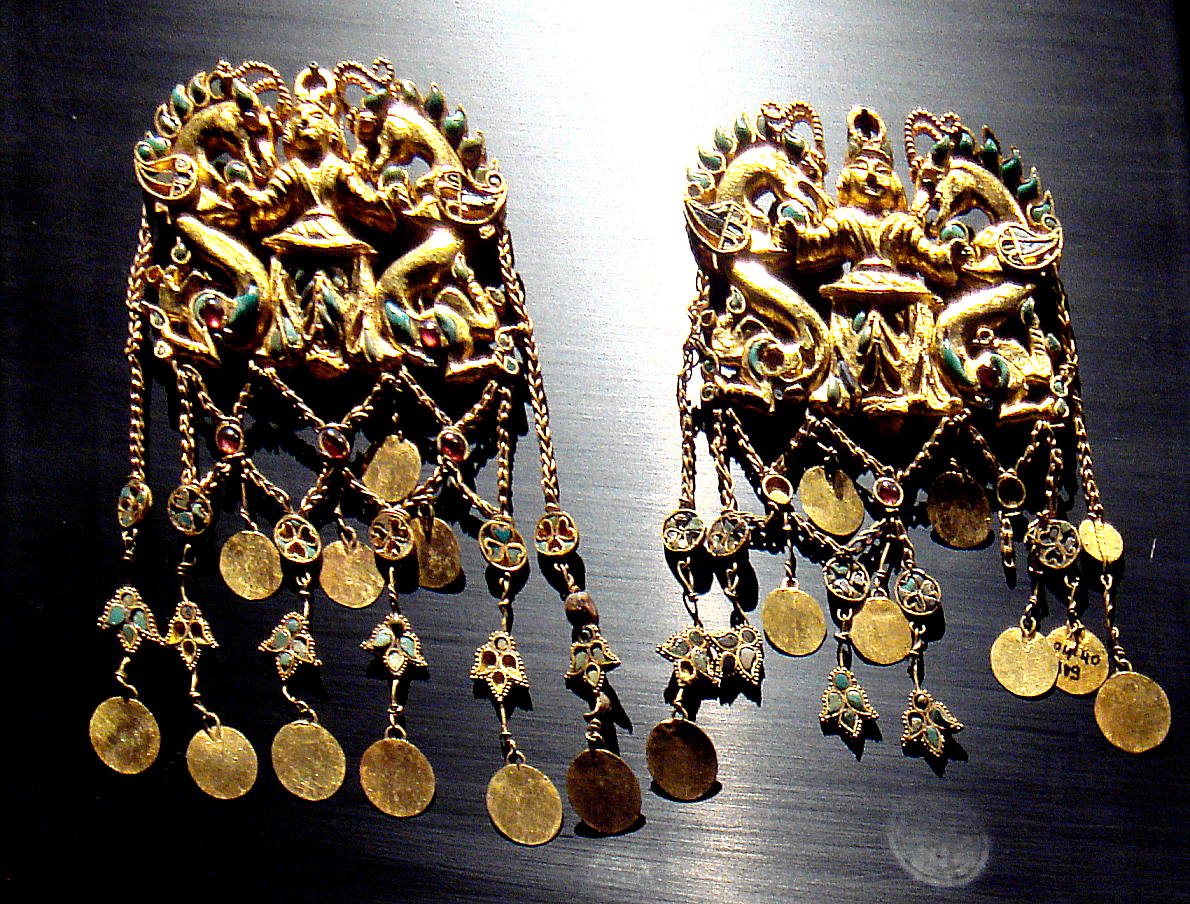
Bijuterii de aur ce este expusă la Muzeul Național al Afganistanului

Complexul Arheologic Bactria-Margiana (în engleză: Bactria–Margiana Archaeological Complex; nume abreviat în română: CABM; nume abreviat în engleză: BMAC; cunoscut și ca Civilizația de pe Oxus) este denumirea arheologică modernă pentru o civilizație de Epoca bronzului din Asia Centrală, care a trăit, cu aproximație, din 2300 până în 1700 î.C.. Zona în care ea și-a dus traiul este formată din: nordul Afganistanului, estul Turkmenistanului, sudul Uzbekistanului și vestul Tadjikistanului, în jurul fluviului Amudaria (cunoscut și ca fluviul Oxus). Civilizația a fost denumită de aceeași persoană care i-a descoperit siturile, arheologul sovietic Viktor Sarianidi în anul 1976. Bactria a fost numele grec al zonei Bactra (care are, în prezent, numele Balch), care e acum în nordul Afganistanului.